# مشية للذكرى (فلم)
مشية للذكرى (بالإنجليزية: A Walk to Remember) هو فيلم رومانسي صدر في 2002 مستوحى من رواية لعام 1999 والتي تحمل نفس الاسم للكاتب نيكولاس سباركس. الفيلم من إخراج آدم شانكمان وبطولة مغنية البوب ماندي مور وشين ويست. كان من المقرر ان تكون أحداثه في الخمسينيات كما في الرواية لكنه في النهاية جرت أحداثه في أواخر التسعنيات.

## القصة
عندما تصبح مزحة على زميل مدرستهم الثانوية خطأّ كاد أن يقتله، يتم تهديد الطالب المشهور والمتمرد لندن رولينز كارتر (شين ويست) بالطرد، لكنه يعاقب بالمشاركة الإلزامية في مختلف أنشطة ما بعد الدوام المدرسي، مثل تعليم الأطفال الذين لديهم مشاكل دراسية والقيام بالأداء في «مسرحيـة الربيـع»، في هذه المهام، فإنه يضطر للتعامل مع الفتاة الهادئة والمولعة بالكتب جيمي اليزابيث سوليفان (ماندي مور)، الابنة الوحيدة لراعي الكنيسة، وفتاة عرفها منذ سنوات عديدة ولكن نادرا ما تحدث إليها أو لم يتحدث إليها أبدا، اختلاف المركز الاجتماعي يتركهم في عالمين مختلفين، على الرغم من القرب المادي بينهم.
عندما واجه لندن بعض المشاكل في تعلم النص الدرامي، قام بطلب المساعدة من جيمي، وافقت أن تساعده لو وعدها بأن لا يقع في الحب معها، ضحك لندن على ذلك التعليق الغريب، معتقدا أن جيمي هي آخر شخص يمكن أن يقع في حبه، بعد كل شيء، فإن لندن يمكنه الوصول لأجمل وأشهر فتيات البلدة، وبين سلوكها الخجول وملابسها قديمة الطراز، فإن جيمي لا تستطيع تحديدا الوقوع في الحب مع تلك الفئة.
بدأ لندن وجيمي التدريب معا في بيتها بعد المدرسة، كوّن الاثنان صداقة مؤقتة، وعرف لندن أن جيمي لديها قائمة بكل الأشياء التي ترغب في أن تفعلها في حياتها، مثل أن تحصل على وشم وأن تكون في مكانين في آنٍ واحد، في يوما ما، اقتربت جيمي من لندن عند خزانته حيث كان واقفا مع بعض أصدقائه، وسألت لندن لو كان لا يزال على موعد التدريب بعد الظهيرة، فقام بابتسامة متكلفة وقال لها «في أحلامك»، ضحك أصدقائه وأصبحت ابتسامة لندن مضطربه حيث إمتلاْ وجه جيمي بالخيانة والحرج، بعد ظهر ذلك اليوم، وصل لندن إلى منزل جيمي، على أمل أن جيمي سوف تظل توافق على مساعدته. لكنها رفضت أن تفتح الباب، وعندما تفتحه في النهاية، تصرح له ساخرة أنهم من الممكن أن يصبحوا «أصدقاء سريين»، تغلق الباب بعنف في وجهه عندما يوافق، في النهاية يتعلم لندن النص بنفسه.
أثناء المسرحية، تذهل جيمي لندن وكل الجمهور بجمالها وصوتها، لندن يُقَبل جيمي في آخر المسرحية، والذي لم يكن بالنص، يحاول لندن الاقتراب من جيمي، ولكن تقوم برفضه المرة تلو الأخرى، فقط بعد مزحة خبيثة تُلعب على جيمي من قبل أصدقاء لندن توافق جيمي على التعرف بلندن، بعد أن قام بِلَكم صديقه دين وترك أصدقائه الذين قاموا بالمزحة، يأخذ جيمي بعد ذلك إلى المنزل.
استئنفا الاثنان العلاقة، وسألها لو توافق على الخروج معه على العشاء، ولكنها أجابته بأنه غير مسموح لها أن تواعد، كان يرغب في الخروج معها بشدة لدرجة أنه ذهب لوالدها في الكنيسة ليطلب منه أن يستطيع أن يأخذ جيمي على العشاء، والدها يقول لا، يطلب لندن من والدها أن يثق به، وفي النهاية يقول نعم، يأخذها لندن على العشاء والرقص معها، وهو الشيء الذي لم يفعله مع غيرها، يرتب لندن أن يساعدها في تحقيق بعضاً من قائمة أمانيها، من أحد المواعيد التي لا تنسى عندما أخذ لندن جيمي إلى حدود الولاية، وقام بتحمس بجعلها تقف مبعدة بين أرجلها لتقف على الخط بطريقة صحيحة، وعندما سألته جيمي ماذا تفعل قال لها أنت في مكانين في آنٍ واحد"، يضيء وجهها من الفرح، حيث تدرك أن لندن رتب أن يجعل أحلامها المستحيلة أن تصبح حقيقة، ذات ليلة، يطلب لندن منها أن تجد له نجمة بالتلسكوب. عندما سألته لماذا يبحث عن ذلك، أجاب: "لقد سميته على اسمك"، تحتضنه وتهمس له "أحبك" للمرة الأولى.
و ذات مساء، تخبر جيمي لندن أخيرا أنها مصابة ب لوكيميا مميته وأن المرض توقف عن الاستجابة للعلاج، ينزعج لندن في البداية وتخبره جيمي أن سبب عدم إخباره لأنها أرادت أن تواصل حياتها وتستفيد من الوقت الباقي لها، ولكن ظهر لندن ووقعت في الحب معه، بدأت جيمي في الانهيار وكما قالت للندن «لا أريد سببا لأغضب من الله» وركضت إلى بيتها.
ذهب لندن لمنزل والده طبيب القلب وطلب منه مساعدة جيمي، يتردد والده قليلا، حيث أن سرطان الدم ليس من اختصاصه، ويقول إنه يحتاج إلى فحص جيمي وأن يعرف تاريخها الطبي قبل أن يتمكن من فعل أي شيء، يرد لندن بالمغادرة ساخطا.
تصالح لندن وجيمي في اليوم التالي بالعناق وأخبرها أنه سيكون دائما متواجدا لها، سريعا ما انتشر خبر مرض جيمي، اريك، الصديق المقرب للندن والذي شارك أيضا في المزحة على جيمي، يأتي ويقول له كيف أنه آسف على ما فعل وانه لم يكن يفهم ذلك، يأتي كل من دين وبليندا لاحقا ليعتذروا.
تسوء حالة السرطان عند جيمي حتى تنهار بين ذراعي والدها، ليقوم بإيصالها سريعا إلى المستشفى بسيارة الإسعاف، أصبح لندن لا يفارق جيمي حتى أجبره والدها فعليا على الرحيل ليرتاح، يجلس والد جيمي ويخبرها «إن كنت قد احتفظت بك قريبة جدا، فلأنني أريد أن أحتفظ بك لوقت أطول»، تقول جيمي لوالدها أنها تحبه كثيرا وفي النهاية ينهار في البكاء.
في اليوم التالي، يأتي لندن إلى المستشفى، ويرى جيمي تذهب على الكرسي المتحرك خارج الجناح، يسأل جيمي ماذا يجري؟ وتخبره أن يشكر والده على المساعدة، يسأل لندن والد جيمي ما الذي تقصده؟، يخبره أن والد لندن سيقوم بدفع مصاريف العلاج المنزلي الخاص من أجل جيمي، يفاجأ لندن بذلك، ويذهب في نفس الليلة ليطرق باب والده، وعندما يفتح والده الباب، يهمس لندن «شكرا»، ويحتضنه والده، مع تطاير كل التعب والخوف، ينهار لندن في البكاء بين أذرع والده.
يستمر لندن بتحقيق العديد من الأمنيات في قائمة جيمي، مثل بناء تلسكوب لها ليمكنها من رؤية المذنب الذي تريد أن تراه، ووالدها الذي لم يتقبله في البداية، أصبح يساعده، بعد أن ترى جيمي المذنب من خلال التلسكوب، يطلب منها لندن الموافقة على الزواج، من خلال تلك الأحداث، يتعلم لندن وجيمي المزيد عن طبيعة الحب، وينتهي الفيلم بوفاة جيمي، ولكن فقط بعد أن تزوجوا في نفس الكنيسة التي تزوجت بها والدة جيمي المتوفاة، الحدث الذي اعتلى قائمة أمنيات جيمي، أصبح لندن نفسه شخص أفضل من خلال ذكرى جيمي، ليحقق الأهداف التي وضعها مثلما فعلت هي.
و بعد أربع سنوات، يقوم لندن بزيارة والد جيمي، ومن الواضح أن جيمي ساعدته على التركيز وأن يصبح شخصا أفضل، على سبيل المثال، يكشف أنه انهى الكلية وأنه قد تم قبوله في كلية الطب، قبل أن يلتقي بها لم يكن لديه خطط للحياه بعد المدرسة الثانوية، يخبر والد جيمي أنه يعتذر عن عدم استطاعته تحقيق أمنية جيمي بأن تشهد «معجزة» قبل أن تموت، يجيب والدها «بأنها شهدت المعجزة وأنه كان أنت».

## الخلفية والإنتاج
مصدر إلهام مشية للذكرى كان شقيقة نيكولاس سباركس، دانيال سباركس لويس، الذي توفيت بمرض السرطان عام 2000, في كلمة القاها بعد وفاتها في برلين، اعترف المؤلف أنه «من وجوه عديدة، جيمي سوليفان كانت شقيقتي الصغرى», القصة كانت مستوحاة من حياتها، التقت دانيال برجل يريد الزواج منها «حتى عندما ادرك انها مريضة، وحتى عندما عرف أنها قد لا تنجو». كل من الكتاب والفيلم إهداء إلى لويس دانيال سباركس.
تم تصوير الفيلم في ويلمينغتون، شمال كارولاينا في نفس وقت تصوير الأسرار الإلهية للأخوات يا-يا (2002) والمسلسل التلفزيوني داوسونز كريك , هناك العديد من أماكن التصوير كانت من المسلسل تلفزيوني داوسونز كريك (1998) - وخاصة المدرسة والمستشفي ومنزل لندن، إجمالي كل وقت التصوير كان 39 يوما فقط، بالرغم من ماندي مور كانت تعمل 10 ساعات فقط في اليوم لأنها كانت قاصرة، كانت ديرل هانا ترتدي شعر بني مستعار فوق شعرها الوردي من فيلم آخر، وكان أقرب شبهاً لشعر شين ويست في نفس الفيلم عندما كانت تقوم بشخصيتها، كانت لدى هانا أيضا مشاكل كولاجين مما جعل شفتيها متورمة، ولكن قبل نهاية الفيلم، كانت الأعراض أقل وضوحا.

## طاقم الممثليين
| الممثل               | الدور الرئيسي         |
| -------------------- | --------------------- |
| شين ويست             | لندن رولينز كارتر     |
| ماندي مور            | جيمي اليزابيث سوليفان |
| بيتر كويوت           | القس سوليفان          |
| داريل هانا           | سينثيا كارتر          |
| لورين جيرمان         | بليندا                |
| كلاين كروفورد        | دين                   |
| باز دي لا هويرتا     | ترايسي                |
| آل طومسون            | إريك                  |
| جوناثان باركس جوردان | ووكر                  |
| ديفيد لي سميث        | الدكتور كارتر         |
| مات لوتز             | كلاي جيفارت           |

## الاستقبال
بصورة عامة لاقى الفيلم أراء سلبية من قبل النقاد، مجلة (انترتينمنت ويكلي) عنونت الفيلم بـ«مشية للنسيان» ، ومتوسط نسبة 92 في المراجعات الفنية التي جمعها موقع روتن توماتوز هو 4.1 من أصل 10.
و لكن مشية للذكرى وجدت استقبالا حارا في المجتمع المسيحي، بسبب أن الفيلم يمثلهم، وكما ذكر أحد المتفرجون باستحسانا ان «الشخصية الرئيسية مصورة كمسيحية بدون جعلها شخصية معقدة نفسياَ أو أقدس منك»,
اشاد روجر إيبرت بماندي مور وشين ويست «مقنعان بشكل كبير» في قيامهم بأدوارهم، وبرغم من عدم تحقيقه نجاحا علي مستوى النقاد، كان ناجحا بشكل معقول في شباك التذاكر، محققا إيراداً يبلغ 41,281,092 دولار في الولايات المتحدة وحدها، ونجاحا مفاجئا في آسيا، إجمالي الإيرادات التي حققها في جميع أنحاء العالم كانت 47.494.916 دولارا.
| العام | الحفل                          | الفئة                                           | النتيجة                                       |
| ----- | ------------------------------ | ----------------------------------------------- | --------------------------------------------- |
| 2002  | توزيع جوائز (ام تي في) للأفلام | أفضل أداء كظهور أول لممثلة                      | فازت به ماندي مور                             |
| 2002  | جوائز اختيار المراهقين         | الفيلم- اختيار أفضل أداء كظهور أول لممثلة       | فازت به ماندي مور                             |
| 2002  | جوائز اختيار المراهقين         | الفيلم -اختيار الانسجام بين الممثلان (مور/ويست) | فازا                                          |
| 2002  | جوائز اختيار المراهقين         | الفيلم—اختيار ممثلة الدراما / عمل مغامرة        | تم ترشيح ماندي مور (خسرت امام ناتالي بورتمان) |

فازت مور على زميلتها نجمة البوب بريتني سبيرز، التي لعبت دور البطولة في مفترق الطرق، لتفوز بجائزتان لاختيار المراهقين، كما تم ترشيح مور في «اختيار جائزة أفضل ممثلة عن فيلم دراما/ ومغامرات أكشن» لكنها خسرت امام ناتالي بورتمان عن دورها في حرب النجوم الحلقة الثانية : هجوم المستنسخون.
في توزيع جوائز حفل إم تي في للأفلام، فازت موور«بأفضل أداء كظهور أول للمثلة» عن دورها ي الفيلم.

## الموسيقي التصويرية
قدم الفيلم موسيقى تصويرية لخمس أغاني لماندي موور وأخرى بأداء سويتشفوت، رايتشل لامبا والعديد غيرهم.
الأغنية الرئيسية «ابكي» كان قد تم إصدارها أصلا في ألبوم موور بعنوان ماندي موور.كما تضمنت الموسيقى التصويرية أيضا نسختان من أغنية سويتشفوت «الأمل الوحيد» بما فيهم النسخة التي قامت موور بغنائها في الفيلم.
مدير ماندي مور جون ليشاي، المشرف الموسيقي لـمشية للذكرى «المطلوبة فورا» موسيقى سويتشفوت لتكون جزء حيويا من الفيلم بعد أن سمعهم. أصبح لاحقا مدير سويتشفوت. وعندما اقتربوا من القيام بالفيلم كانت الفرقة غير معتادة علي مور أو موسيقاها (على الرغم من مكانتها كنجمة بوب مع العدبد من الأغاني الناجحة والوصول لقوائم أفضل أغاني), قبل مشاركتهم في مشية للذكرى, كان سويتشفوت هو الوحيد المعروف في وطنهم سان دييغو وفي أوساط الموسيقى المسيحية المعاصرة، ولكن اكتسب منذ ذلك الحين تقدير أكبر، مع حصول ألبومه علي جائزتان بلاتينية، الخذلان الجميل والذي تضمن أغاني ناجحة مثل وجدت لأعيش وأتحداك لتتحرك.
قائمة الأغاني
1. «أتحداك لتتحرك» - سويتشفوت
2. «ابكي» - ماندي مور
3. «يوما ما سنعرف» -- ماندي مور، جون فورمان
4. «الرقص في ضوء القمر»—2001 ريمكس توبلودر
5. «تعلم التنفس» -- سويتشفوت
6. «الامل الوحيد» - ماندي مور
7. «انه سيكون الحب» - ماندي مور
8. «أنت» - سويتشفوت
9. «إذا كنت تؤمن»- راتشيل لامبا
10. «لا أحد» - كولد
11. «فماذا يعني ذلك؟» - ويست، جولد & فيتزجيرالد
12. «أماه، إننا لا نستطيع الحصول على ما يكفي» - نيو راديكالز
13. «قذيفة المدفع» - برييدرز
14. «يوم الجمعة في ذاكرتي» - نووجي
15. «المسافات الفارغة» - فيول
16. «الامل الوحيد» - سويتشفوت

القائمة كاملة للموسيقى في الفيلم 
1. قذيفة المدفع - كتبها كيم دييل، غناء برييدرز
2. فماذا يعني ذلك؟ - كتبها شين ويست، غناء ويست وجولد وفيتزجيرالد
3. المسافات الفارغة - كتبها كارل وليم بيل، غناء فيول
4. المنارة - كتبها جيرال فينس غراي وبيرسي أي جراي Eغناء ماندي موور.
5. ما زال يوم الجمعة في ذاكرتي - كتبها هاري فاندا جورج يونغ، غناء نوجي
6. كل ما تريد - كتبها جيفري كاردوني وباتريك هوليهان، غناء سكايكوبتر9
7. خدر في كلتا الشفتان - كتبها اوستن رينولدز جيم سامنر وديف جاي، غناء سول هوليجان
8. ماء الصنبور- كتبها روب باسيلي، بريت كين، ليفون سولتانيان، جايسون رادفورد وكريستيان هيرنانديز، غناء وانسايدزيرو
9. إذا كنت تؤمن - كتبها جاي روش وشيلي بايكن، غناء راتشيل لامبا
10. بلا رحمة - كتبها ديفيد فوستر وبريان جيه جريليو، مايكل هاتيلي وديريك اوبريان غناء إكسترا فانسي.
11. لا أحد - كتبها تيري بي بياسامو، ستيفن دي هايس، جيرمي جي مارشال، صاموئل الآن ماكندليس ورونالد وارد جيه أر، غناء كولد.
12. يكفي - كتبها وغناها ماثيو هاجير
13. أماه أننا لا نستطيع الحصول على ما يكفي - كتبها جريج ألكسندر، غناء نيو راديكالز
14. الأمل الوحيد - كتبها جوناثان مارك فورمان، غناء ماندي مور
15. الحصول على النزوة - كتبها ميسي إليوت وتيم موسلي، غناء ميسي إليوت
16. الفيضان -كتبها دانييل بول هاستين وشارلز دانيال لويل، ستيفن دانييل ميسون وماثيو توماس اودمارك، غناء جارس كلاي.
17. الرقص في ضوء القمر -كلمات شيرمان كيلي، غناء توبلودر
18. يوما ما سنعرف - كتبها جريج ألكسندر، دانيال إيه بريسبويس وديبرا وهولند، غناء ماندي مور وجوناثان فورمان
19. تعلم أن تتنفس - كتبها جوناثان مارك فورمان، غناء سويتشفوت
20. كل شيء مختلط - كتبها نيكولاس لوفتون هيكسام ودوجلاس فينسنت مارتينز، غناء 311.
21. أتحداك أن تنتقل - كتبها جوناثان مارك فورمان، غناء سويتشفوت
22. أنت - كتبها جوناثان مارك فورمان، غناء سويتشفوت
23. سيكون ذلك الحب - كتبها انتوني مايكل برونو وتوماس في برنيس، غناء ماندي مور
24. الأمل الوحيد - كتبها جوناثان مارك فورمان، غناء سويتشفوت
25. ابكي - كتبها جيه. رينالد، غناء ماندي مور

## مقارنات بالرواية
في حين أن هناك الكثير من أوجه الشبه بالرواية التي كتبها نيكولاس سباركس، فقد تم إجراء تغييرات كثيرة، على موقعه الشخصي، أوضح سباركس القرارت واراء الاختلافات، على سبيل المثال، قرر المنتج تحديث المكان من الخمسينيات إلى التسعينيات، معربا عن قلقه أن الفيلم تدور أحداثه في الخمسينيات حيث من الممكن أن يفشل في اجتذاب جمهور المراهقين، "ليثير انتباههم" يكتب: "كان علينا أن نجعل القصة أكثر حداثة", لكي يجعل التحديث يمكن تصديقه/ سلوك ومزحات لندن كانت أسوأ من التي موجودة في الرواية، حيث ذكر سباركس "الأشياء التي كان يفعلها المراهقون "التصرف بخشونة" في الخمسينيات تعتبر أقل ومختلفة بشكل كبير عن الذي يفعله مراهقون التسعينيات من ما يعتبر تصرف بـ "خشونة"
قام سباركس والمخرج أيضا بتغيير المسرحية التي ظهر بها لندن وجيمي، في الرواية، كتب هيجبرت مسرحية عيد الميلاد والتي توضح كيف كافح عندما كان أباً، ولكن نظرا لضيق الوقت، القصة الفرعية التي توضح كيف تغلب على صراعه لم يتم التمكن من إدراجها بالفيلم، كان يهتم سباركس بأن «الأشخاص الذين لم يقرأوا الكتاب لن يتسائلوا عن إذا كان هيجبرت أباً صالحاً»، إضافة لذلك «لأنه كان أبا صالحا ولأننا لم نريد أن يظل هذا السؤال، غيرنا المسرحية».
الاختلاف الكبير هو أنه في نهاية الرواية، على عكس الفيلم، فهو غير واضح ما إذا كانت جيمي ماتت على الرغم من أن خلال الخمسينيات كان السرطان يعني الموت، يقول سباركس أنه كتب هذا الكتاب مع العلم أنها سوف تموت، ولكن «ليصل إلى حب جيمي سوليفان»، وهكذا اختارت «الحل الذي يصف الشعور الدقيق الذي شعرته تجاه شقيقتي في تلك اللحظة: أعني، أنني تمنيت أنها من الممكن أن تعيش» وفي الرواية، والد لندن كان أحد أعضاء الكونجرس، ولكن في هذا الفيلم، هو طبيب القلب الذي يساعد جيمي مع مرضها، نظرا لمهنته، لديه ما يكفي من الاموال لدفع الرعاية الطبية المنزلية لجيمي.
كما توجد اختلافات صغيرة، حيث عندما أعطت جيمي للندن كتاب والدتها في الفيلم، تقول «لا تقلق، انه ليس الكتاب المقدس», وفي الرواية جيمي أعطته فعلا الكتاب المقدس الخاص بوالدتها مع تحديد المقاطع المفضلة لديها.
في الرواية، انضم لندن لمسرحية المدرسة بعدما طلبت منه جيمي القيام بذلك، لكن في الفيلم تم إجباره ليكون في المسرحية.

## روابط إضافية
- الموقع الرسمي
- مقالات تستعمل روابط فنية بلا صلة مع ويكي بيانات
- A Walk to Remember موقع الطماطم الفاسدة